# Ufenok77
Роберт «Ufenok77» Фахретдинов (29 октября 1996, Уфа, Россия) — российский киберспортсмен, игрок в FIFA, выступающий за «Loko eSports».

## Биография
Родился и вырос в Уфе. Учился в школе № 84 в районе Сипайлово. Там же начал заниматься в школьной секции по футболу, откуда позже перешёл в СДЮШОР № 10, играл на позиции нападающего. Одними из первых тренеров были Вячеслав Александрович Гурьянов и Андрей Алексеевич Горшунов. Перейти на профессиональный уровень игроку помешала травма колена, которую он получил на одном из турниров. Восстановление заняло около 6 месяцев, но после потребовалось длительное время чтобы вернуться на прежний уровень. В то же время игрок начал зарабатывать первые деньги на турнирах по FIFA и принял решение завершить карьеру футболиста. После окончания школы Фахретдинов поступил на первый курс УГАТУ, но учиться там было трудно из-за напряжённого игрового графика и большого расстояния от университета до дома. В дальнейшем Роберт перевёлся в другой ВУЗ, а позже совсем забросил учёбу.

### Начало киберспортивной карьеры
С футбольными симуляторами игрок впервые познакомился в возрасте 5 лет у своего дяди. Также он играл в клубе недалеко от дома, а позже и на домашнем ПК. Серьёзный интерес к видеоиграм возник после выхода FIFA 12, тогда игрок впервые начал принимать участие в турнирах и тренироваться. Первой профессиональной командой стал «RoX», за который он выступал с 2013 по 2016 год. За годы проведённые в команде Фахретдинов становился победителем и призёром большого количества российских и международных турниров, крупнейшими из которых стали выход в финал ESWC 2013, где он уступил французу Винсенту Хофманну, и победа на WSVG 2015.

### ФК «Уфа»
15 августа 2016 года Роберт Фахретдинов заключил контракт с клубом РФПЛ «Уфа». Игрок представлял «Уфу» на ОЛИМП Кубке РФПЛ по киберфутболу и РОСГОССТРАХ Чемпионате РФПЛ по киберфутболу. Роберт стал серебряным призёром обоих турниров, дважды уступив в финале представителю ЦСКА Андрею Гурьеву. В августе 2017 года игрок подписал контракт с московским «Локомотивом», что во многих источниках было названо первым трансфером в российском киберфутболе. При этом сообщается, что это был полноценный трансфер, поскольку игрок имел действующий контракт с клубом, однако сумма перехода не разглашается.

### «Loko eSports»
Вскоре после подписания контракта, «Локомотив» объявил о создании в клубе киберспортивного подразделения «Loko eSports». Помимо Фахретдинова членами новой команды стали видеоблогер-фифер Константин «Stavr» Гирин и киберспортсмен Артём «Afangess» Афанасьев. Весной 2018 года в составе «Loko» Фахретдинов стал победителем второго розыгрыша Чемпионата РФПЛ по киберфутболу, а также стал финалистом Кубка России.

## Достижения
PlayStation 4
- Чемпион России (1): 2014
- Обладатель Кубка России (2): 2016, 2017
- Финалист Кубка России (1): 2018
- Финалист ОЛИМП Кубка РФПЛ по киберфутболу: 2017
- Финалист РОСГОССТРАХ Чемпионата РФПЛ по киберфутболу: 2017
- Победитель РОСГОССТРАХ Чемпионата РФПЛ по киберфутболу: 2018
- Top 3 Кубок России по Киберспорту: 2017
- Top 2 Football TV Cup 2017
- Top 2 Kazan Mayor Cup 2017
- Top 2 Ural Geek Camp 2017
- Top 3 Strawberry Fields Cup 2017
- Top 3 CyberField Cup 2017
- Top 3 Summer Cup Dynamo Kyiv ESPORTS 2017
- Топ-1 Кубок дружбы народов 2016 (Ташкент)
- Топ-1 Кубок Камчатки: 2016
- Топ-1 WSVG CIS 2015 (Москва)
- Топ-1 Кубок Лоусона: 2015
- Топ-1 Кубок Самары: 2015
- Топ-3 IV Всероссийский Открытый Кубок по Кибер-Спорту: 2014

Xbox Оne
- Топ-1 WSVG Maldives 2015

Xbox 360
- Топ-2 ESWC: 2013
- Топ-1 Кибер-Олимпиада УрФО: 2013

ПК
- Топ-2 Кубок России: 2013
- Топ-2 WCG Russia 2013
- Toп-1 Cyber-Samara: 2012[10]